# Mykotoxin T-2
Mykotoxin T-2 (též toxin T-2, T-2 mykotoxin, T-2 toxin) je trichotecenový mykotoxin, přirozený vedlejší produkt plísně Fusarium spp, toxický člověku a jiným živočichům. Klinicky způsobuje alimentární toxickou aleukii a mnoho symptomů spjatých s rozličnými orgány, např. kůží, dýchacími cestami nebo žaludkem. Je to jediný mykotoxin, který byl použit jako biologická zbraň. Do těla člověka se může dostat požitím výrobků z plesnivého zrní.

## Historie
T-2 byl objeven jako zbraň ruskými vědci poté, co byla po jarní sklizni opožděné kvůli druhé světové válce mouka kontaminována plísní Fusarium a byl z ní vyroben chléb. Mnoho lidí bylo postiženo, někteří smrtelně. O T-2 se uvažovalo také jako o příčině moru v Athénách (430 př. n. l.).
T-2 je jednou z možných příčin syndromu války v Perském zálivu u některých amerických vojáků, kteří byli vystaveni minometné palbě iráckých sil během války v Perském zálivu. Bylo na něj též podezření při otravě Viktora Juščenka během kampaně před prezidentskými volbami v roce 2004 (později však bylo potvrzeno, že šlo o otravu dioxinem).